# Kokkári
Kokkári (Kokkari) är en ort i Grekland.   Den ligger i prefekturen Nomós Sámou och regionen Nordegeiska öarna, i den östra delen av landet, 280 km öster om huvudstaden Aten. Kokkári ligger 12 meter över havet och antalet invånare är 1 060. Den ligger på ön Samos.
Terrängen runt Kokkári är varierad. Havet är nära Kokkári åt nordost.Runt Kokkári är det ganska tätbefolkat, med 67 invånare per kvadratkilometer. Närmaste större samhälle är Néon Karlovásion, 16,7 km väster om Kokkári. 